# Альмодис де ла Марш
Альмодис де ла Марш (фр. Almodis de la Marche, около 1020 — 16 октября 1071) — дочь Бернара I, графа Марша.
В 1038 году Альмодис вышла замуж за Гуго V де Лузиньяна. В этом браке родилось двое детей, дочь и сын:
1. Мелизенда де Лузиньян (упом. 1070); м — Симон, видам Партенэ
2. Гуго VI де Лузиньян (около 1039—1101).

Вскоре брак Альмодис и Гуго был аннулирован из-за слишком близкой степени родства, а в 1040 году Гуго устроил для бывшей супруги брак с графом Понсом Тулузским. Во втором браке у Альмодис родилось несколько детей, в том числе:
1. Гийом IV Тулузский (1044—1093)
2. Раймунд IV Тулузский (около 1052—1105)
3. Гуго Тулузский (умер во младенчестве)
4. Альмодис Тулузская, жена графа Пьера де Мельгье

В апреле 1053 года Альмодис была похищена Рамоном Беренгером I, графом Барселоны, и на корабле, предоставленном союзником графа, эмиром Тортосы, силой увезена из Нарбонны. Несмотря на то, что Альмодис была замужем, незамедлительно состоялась свадьба, а уже в следующем году у четы родились близнецы. В 1056 году папа Виктор II объявил их брак незаконным и отлучил супругов от церкви. Рамон и Альмодис произвели на свет четверых детей:
1. Беренгер Рамон II (1053—1097), граф Барселоны
2. Рамон Беренгер II (1053—1082), граф Барселоны
3. Инес Барселонская (около 1056—1071), жена Гига II д'Альбона
4. Санча Барселонская (около 1076—1095), жена Гильермо Рамона I, графа Серданского

Альмодис поддерживала отношения с бывшими мужьями и не теряла связи с многочисленным потомством. Так, в 1060 году, во время конфликта Гийома Тулузского с Гильомом VIII, герцогом Аквитанским, Альмодис склонила первого мужа оказать её сыну поддержку, несмотря на то, что герцог был сюзереном Гуго. Шесть лет спустя Альмодис совершила поездку в Тулузу, чтобы поприсутствовать на бракосочетании дочери. В конце XI века трое её сыновей — Гуго, Раймунд и Беренгер Рамон — приняли крест и сражались с мусульманами во время 1-го крестового похода.
16 октября 1071 года Альмодис была убита Педро Рамоном, сыном Рамона Беренгера от предыдущего брака. Педро пошёл на преступление, так как опасался, что Альмодис может воспользоваться своим влиянием и склонить мужа к тому, чтобы назначить преемниками её собственных сыновей. В результате был лишен наследства и выслан из страны, а его сводные братья — сыновья Альмодис, близнецы Беренгер Рамон и Рамон Беренгер Голова-Из-Пакли (белокурый) — после смерти отца в 1076 году стали соправителями друг друга в Барселоне. Однако они не смогли поделить власть, и в 1082 году Беренгер Рамон убил своего брата во время охоты, за что получил прозвище Братоубийца.